# Abaurrepea
Abaurrepea en basque ou Abaurrea Baja en espagnol, est un village et une municipalité de la Communauté forale de Navarre, dans le Nord de l'Espagne.
Elle est située dans la zone bascophone de la province où la langue basque est coofficielle avec l'espagnol. Elle est à 67 km de la capitale, Pampelune. Le secrétaire de mairie est celui d'Abaurregaina-Abaurrea Alta

## Localités limitrophes
Abaurre Alta, Garaioa.

## Économie
Bois, pâturages et blé.

## Démographie
| Évolution démographique                                                  | Évolution démographique | Évolution démographique | Évolution démographique | Évolution démographique | Évolution démographique | Évolution démographique | Évolution démographique | Évolution démographique | Évolution démographique | Évolution démographique |
| 1996                                                                     | 1998                    | 1999                    | 2000                    | 2001                    | 2002                    | 2003                    | 2004                    | 2005                    | 2006                    | 2007                    |
| ------------------------------------------------------------------------ | ----------------------- | ----------------------- | ----------------------- | ----------------------- | ----------------------- | ----------------------- | ----------------------- | ----------------------- | ----------------------- | ----------------------- |
| 48                                                                       | 45                      | 47                      | 47                      | 49                      | 46                      | 44                      | 42                      | 41                      | 40                      | 39                      |
| Sources: Abaurrepea/Abaurrea Baja et instituto de estadística de navarra |                         |                         |                         |                         |                         |                         |                         |                         |                         |                         |

## Division linguistique
En accord avec la Loi forale 18/1986 du 15 décembre sur le basque, la Navarre est linguistiquement divisée en trois zones. Cette municipalité fait partie de la zone bascophone où l'utilisation du basque y est majoritaire. Le basque et le castillan sont utilisés dans l'Administration publique, les médias, les manifestations culturelles et en éducation cependant l'usage courant du basque y est présent et encouragé le plus souvent.